# Charles Thierry de La Prévalaye
Charles-Corneille-Placide Thierry, chevalier de La Prévalaye, né vers 1749 au château de La Prévalaye à Rennes et mort le 17 janvier 1824 dans la même ville, est un militaire français et un général chouan.

## Biographie
Il naît vers 1747 au château de La Prévalaye, près de Rennes
Il est le fils de Bernardin Pierre Thierry, marquis de La Prévalaye, chef d'escadre des armées navales et commandeur de Saint-Louis et de son épouse Marie Jeanne Geneviève de Robien.
En 1765 il commence à servir dans l'armée de Lorraine jusqu'à l'union de ce duché à la France l'année suivante.
En 1767, La Prévalaye est élevé au grade de sous-lieutenant, puis il devient lieutenant en 1772 et capitaine en 1779. Il passe ensuite major au 9e régiment de chasseurs à cheval, aussi appelé régiment de chasseurs de Lorraine.
Le 16 décembre 1788, il épouse Reine Guillemette Langlé de la Gaillardière, née le 10 janvier 1774.
En 1789, La Prévalaye est élevé à la dignité de chevalier de Saint-Louis et en 1791 il est nommé lieutenant-colonel.
Sous la Révolution française, il rejoint l'armée des émigrés et participe à l'expédition de Quiberon avec le grade de colonel.
En 1799, le comte d'Artois le nomme à la tête de l'Armée catholique et royale de Rennes et de Fougères avec le grade de Maréchal de camp. Il succède ainsi à Aimé Picquet du Boisguy, alors emprisonné au château de Saumur.
Il organise les troupes chouannes dans les environs de Rennes et prend le surnom d'Achille-le-blond.
Cependant l'insurrection échoue. Le 25 janvier, La Prévalaye écrit au général La Barollière qu'il accepte les conditions de paix du général Gabriel de Hédouville. Le 30 janvier, il fait sa soumission et commence le licenciement de ses troupes.
Le 22 janvier, il adresse un ordre de licenciement pour les troupes.
Au moment de la Restauration, La Prévalaye est confirmé dans son grade de Maréchal de camp le 30 décembre 1814.